# Dolno Konjsko (Ochrid)
Dolno Konjsko (makedonsky: Долно Коњско) je vesnice v Severní Makedonii. Nachází se v opštině Ochrid v Jihozápadním regionu.
Podle sčítání lidu z roku 2002 žije ve vesnici 551 obyvatel, všichni jsou Makedonci.